# Scissirostrum dubium
Scissirostrum dubium é uma espécie de ave da família Sturnidae. É a única espécie do género Scissirostrum.
É endémica da Indonésia.
Os seus habitats naturais são: florestas subtropicais ou tropicais húmidas de baixa altitude.
Originária da Ilha Sulauési, na Indonésia.
O seu grande bico permite-lhe fazer buracos em árvores mortas, a fim de capturar larvas ou fazer ninho.
Reproduz-se em colónias, até 50 ninhos p/ árvore.